# Јован Хаџић
Јован Хаџић (псеудоним Милош Светић; Сомбор, 8/19. септембар 1799 — Нови Сад, 4. мај 1869) био је српски књижевник. Хаџић је био активан противник Вукове језичке реформе. Био је оснивач и први председник Матице српске, дописни члан Друштва српске словесности и Српског ученог друштва.

## Биографија
Рођен је у Сомбору на Малу Госпојину 1799. године, и потиче из најбогатијег слоја српског грађанства у Угарској. Родитељи су му били, отац Никола богати сомборски трговац и мајка Софија, рођ. Петровић. Како је остао рано без родитеља, узео га је 1812. године под своје ујак, бачки владика Гедеон Петровић.
Основну школу завршава на српском језику и након тога уписује једногодишњу немачку школу у Сремским Карловцима. Гимназију завршава са одличним успехом и тада почиње његово интересовање за правопис и поезију.
У Пешти уписује филозофију, али након три године студирања он одустаје и започиње студије права. Још током студирања филозофије интересовао се за антику и старогрчки језик, а на правном факултету се истакао као један од најбољих студената римског права. Ова чињеница умногоме објашњава упливе изворног римског права у Србијански грађански законик. У то време Хаџић почиње и са писањем поезије под псеудонимом Милош Светић. Године 1822. наставља своје школовање у Бечу где се упознаје са аустријским правом. Студије завршава 1824. године. Током свог боравка у Бечу имао је прилике да упозна многе велике личности тог времена које ће имати непосредног утицаја на његов даљи рад тј. формирање његовог правног начина размишљања. Звање доктора свих права стиче 1826. године, настањује се у Новом Саду где је 1834. године постављен за варошког сенатора. Оженио се 1829. године у Новом Саду са Маријом Десанчић.
У Србију стиже 1837. године, где је као један од водећих правника био је истакнута личност јавног живота, учесник у политичким борбама и противник кнеза Милоша. Остаје у Кнежевини Српској до 1846. године, где се показао великим "рођеним" законодавцем. Састављао је предлоге закона на основу Устава Кнежевине Србије 1838. године. Његово дело је српски Грађански законик. Радио је на устројству Врховног суда кнежевине Србије, али није стигао да заврши Законик о судском поступку. Допринео је побољшању положаја државних и судских чиновника.
У Новом Саду га 1847. године бирају за посланика за Угарски сабор у Пожуну. Двапут је позиван 1848. године за министарског саветника у Министарству правде у Пешти. Након револуције, морао се примити организације судства у Српском Војводству. После подношења оставке 1850. године, постаје председник Обласног суда у Новом Саду до 1854. године, када је пензионисан.
Био је 19 година бесплатни управитељ и до смрти патрон Велике српске гимназије у Новом Саду. Помогао је тада даровитом гимназијалцу Светозару Милетићу да добије од епископа Јосифа Рајачића стипендију од 100 ф.
Био је значајна личност и у културном животу: оснивач је и 1826. године први председник Матице српске, уредник Летописа и у почетку сарадник Вука Караџића. Међутим, средином 30-их долази у сукоб са њим око схватања књижевног језика. Хаџић се сматра за највећег противника Караџићевог, који је међутим 1866. године дозволио да се у Великој српској гимназији у Новом Саду, у којој је био управитељ, предаје по Вуковом и Даничићевом правопису, а старословенски по Миклошичу.

## Рад
Хаџићев књижевни и научни рад је обиман. Осим правом, бавио се и поезијом, превођењем, историјом, филологијом. Јован Хаџић је био ученик Л. Мушицког и његов настављач. Јавља се у поезији први пут са песмом: Одзив младога српског духана глас харфе шишатовачке. Као песник он је на прелазу старог класицизма Л. Мушицког ка новијим песничким стремљењима чији су подстицаји допирали из немачке књижевности и наше народне поезије. По угледу на свог учитеља, Хаџић је писао оде у славу истакнутих савременика, родољубиве, дидактичке песме, показивао и велико интересовање за политичку и епску поезију. У његовим политичким песмама јавља се осећај за пригодно, јавно, актуелно, тако да песме добија изразито лични тон. Пошто је био активни учесник политичке сцене, он о свему говори отворено и ангажовано. Његова позната епска песма написана у хексаметру је Први прелазак Црног Ђорђа из Србије у Срем. Карађорђе је предмет и његовог главног историографског дела Устанак српски, под Црним Ђорђем (1862). Оно што је посебно интересантно јесте то да је Хаџић био претходник Ј. Ј. Змаја, јер неке његове родољубиве и дидактичке песме подсећају на Змајеве (Зора је, Глас Србина 1830 и др). У својој поезији се доста угледао и на народну поезију, али у исто време био претходник како Ј. Ј. Змаја тако и Б. Радичевића. Зато га Јован Деретић у својој Историји српске књижевности сматра „Змајевим првим песничким учитељем“.
Јован Хаџић се бавио и преводилачком делатношћу. Преводио је дела античке и модерне класичне традиције: Хомера, Вергилија, Хорација, Шилера, Гетеа и многих других. Превео је делове из Илијаде у десетерцу, а Хорацијеву "Песничку уметност" превео је у два метра, напоредо, у метру оригинала и у епском десетерцу. Управо из тога видимо да је његово интересовање било разноврсно и свестрано.
Хаџић је био редактор првог Српског Грађанског законика који је донет 1844. године, а уз њега саставио више пратећих закона и законских аката.

## ДаничићевРат за српски језик и правопис
Јован Хаџић је био један од најистакнутијих противника Вукове реформе језика.Највише се истакао после смрти митрополита Стратимировића 1836. године. Године 1837. Хаџић издаје своју књижицу „Ситнице језикословне“. Тада је Вук проценио да је наступио погодан тренутак за јавни обрачун са Хаџићем. Вук и његове присталице су сматрали да Хаџић није компетентан да говори о језику и да језик којим је писао није могао служити као узор. Тај сукоб је постојао све до 1847. године када је Вук успео у својој замисли да народни језик постане књижевни. Сукоб између Вука Караџића и Јована Хаџића се коначно завршио интервенцијом Ђуре Даничића (1825—1882), који је у свом делу Рат за српски језик и правопис дао аргументе против писања старом азбуком и правописом, али исто тако је истакао и Хаџићеву нестручност у филологији рекавши да он није кадар да говори о том питању. Ово Даничићево дело било је од пресудне важности за пораз Јована Хаџића. Иако су он и његови следбеници поражени, одбојност према Вуковој реформи је и даље постојала, па су тако Вукови противници у писању и даље користили старо писмо и правопис, али младо поколење српских интелектуалаца било је на Вуковој страни.
Данас о раду Јована Хаџића проналазимо далеко више негативних него позитивних критика. Узрок томе је можда неуспех у сукобу са Вуком Караџићем. Међутим, оправдање за такав Хаџићев став можемо пронаћи у утицају који је на њега имало школовање у Хабзбуршкој монархији, али то га не оправдава на филолошком плану. Његово књижевно стваралаштво је, свакако, врло значајно у српској књижевности XIX века, али његове конзервативне идеје које су нарушавале тадашње покушаје напредовања у језику су биле те које су донекле онемогућиле његов успех у филологији.
Јован Хаџић је умро априла 1869. године и сахрањен у Новом Саду, у порти Светојованског храма, где му је удовица подигла споменик.

## Галерија
- Насловна страна прве књиге Дела Јована Хаџића (1855)
- Биста Хаџића постављена испред Матице Српске